# Heterormista psammochroa
Heterormista psammochroa là một loài bướm đêm trong họ Erebidae.